# Hồng Bàng (quận)
Hồng Bàng là quận trung tâm cũ của Thành phố Hải Phòng, Việt Nam. Quận Hồng Bàng là trung tâm văn hóa, lịch sử của Thành phố Hải Phòng.

## Địa lý
Quận Hồng Bàng nằm ở trung tâm thành phố Hải Phòng, có vị trí địa lý:
- Phía đông giáp quận Ngô Quyền
- Phía tây giáp quận An Dương
- Phía nam giáp quận Lê Chân
- Phía bắc giáp thành phố Thủy Nguyên với ranh giới là sông Cấm và thị xã Kinh Môn, tỉnh Hải Dương với ranh giới là sông Kinh Môn.

Quận Hồng Bàng cửa ngõ giao thông đường thủy, sắt, bộ của thành phố, nối liền với thủ đô Hà Nội và tỉnh Quảng Ninh tạo thành khu tam giác phát triển kinh tế phía Bắc Việt Nam: Hà Nội – Hải Phòng – Quảng Ninh.

### Khí hậu
Khí hậu ở đây thuộc loại nhiệt đới, có gió mùa, mùa hè nóng ẩm với lượng mưa lớn, còn mùa đông thì ít mưa và lạnh hơn, với sự ảnh hưởng từ sự chuyển tiếp của khí hậu giữa vùng đồng bằng gần biển và vùng đồi núi ở Đông Bắc Bộ. Nhiệt độ trung bình hàng năm là 23,6 °C. Tháng lạnh nhất là tháng 1 có nhiệt độ trung bình là 16,8 °C, trong khi tháng nóng nhất là tháng 7 có nhiệt độ trung bình là 29,4 °C. Nhiệt độ thấp nhất từng được ghi nhận là 6,5 °C, và nhiệt độ cao nhất từng được ghi nhận là 39,5 °C.

## Hành chính
Quận Hồng Bàng có 10 đơn vị hành chính cấp xã trực thuộc, bao gồm 10 phường: An Hồng, An Hưng, Đại Bản, Hoàng Văn Thụ, Hùng Vương, Minh Khai, Phan Bội Châu, Quán Toan, Sở Dầu, Thượng Lý.

## Lịch sử
Quận Hồng Bàng trước đây là khu phố Hồng Bàng thuộc thành phố Hải Phòng.
Ngày 5 tháng 7 năm 1961, Hội đồng Chính phủ ban hành Quyết định số 92-CP về việc thành lập khu phố Hồng Bàng trên cơ sở 3 khu phố: Máy Nước, Thượng Hạ Lý, Trên Sông cũ.
Ngày 3 tháng 1 tháng 1981, Hội đồng Chính phủ ban hành Quyết định số 3-CP về việc đổi khu phố Hồng Bàng thành quận Hồng Bàng.
Quận Hồng Bàng có 9 phường: Minh Khai, Hoàng Văn Thụ, Quang Trung, Phan Bội Châu, Phạm Hồng Thái, Hạ Lý, Sở Dầu, Thượng Lý, Trại Chuối.
Ngày 18 tháng 5 năm 1981, Hội đồng Chính phủ ban hành Quyết định số 186-CP về việc sáp nhập thôn An Lạc của xã Hùng Vương thuộc huyện An Hải vào phường Sở Dầu.
Ngày 23 tháng 11 năm 1993, Chính phủ ban hành Nghị định số 89-CP về việc:
- Sáp nhập thị trấn Quán Toan và xã Hùng Vương thuộc huyện An Hải vào quận Hồng Bàng.
- Thành lập phường Hùng Vương trên cơ sở toàn bộ xã Hùng Vương.
- Thành lập phường Quán Toan trên cơ sở toàn bộ thị trấn Quán Toan và một phần đất của các xã: Nam Sơn, An Hưng.[9]

Ngày 10 tháng 1 năm 2020, Ủy ban Thường vụ Quốc hội ban hành Nghị quyết số 872/NQ-UBTVQH14 (nghị quyết có hiệu lực từ gày 1 tháng 2 năm 2020) về việc:
- Sáp nhập phường Quang Trung vào phường Hoàng Văn Thụ.
- Sáp nhập phường Phạm Hồng Thái vào phường Phan Bội Châu.

Ngày 16 tháng 7 năm 2024, Bộ Xây dựng ban hành Quyết định số 670/QĐ-BXD về việc công nhận quận Hồng Bàng mở rộng và khu vực dự kiến thành lập các phường thuộc quận Hồng Bàng mở rộng đạt tiêu chuẩn trình độ phát triển cơ sở hạ tầng đô thị.
Ngày 24 tháng 10 năm 2024, Ủy ban Thường vụ Quốc hội ban hành Nghị quyết số 1232/NQ-UBTVQH15 về việc sắp xếp đơn vị hành chính cấp huyện, cấp xã của thành phố Hải Phòng giai đoạn 2023–2025 (nghị quyết có hiệu lực từ ngày 1 tháng 1 năm 2025). Theo đó:
- Chuyển 3 xã: An Hồng, An Hưng, Đại Bản thuộc huyện An Dương về quận Hồng Bàng quản lý.
- Sau khi điều chỉnh, quận Hồng Bàng có 39,77 km² diện tích tự nhiên và quy mô dân số là 177.820 người.
- Thành lập 3 phường: An Hồng, An Hưng, Đại Bản thuộc quận Hồng Bàng trên cơ sở 3 xã có tên tương ứng.
- Sáp nhập phường Hạ Lý và phường Trại Chuối vào phường Thượng Lý.

Quận Hồng Bàng có 10 phường như hiện nay.

## Kinh tế - xã hội
Trên địa bàn quận có trụ sở của các cơ quan thành phố như: trụ sở Thành ủy, HĐND, UBND và các sở ngành,... nhiều văn phòng đại diện của các tổ chức nước ngoài đóng trên địa bàn; quận có nhiều cơ sở sản xuất công nghiệp, thương mại lớn và ngành kinh tế mũi nhọn của thành phố như công nghiệp đóng tàu, chế tạo sản xuất thép công nghiệp, kinh tế cảng biển; các trung tâm thương mại, du lịch, dịch vụ, tập trung nhiều nhà hàng, khách sạn lớn. Theo thống kê trên địa bàn quận có 1.668 cơ quan, doanh nghiệp, tổ chức kinh tế đang hoạt động sản xuất, kinh doanh, thu hút hàng chục nghìn người lao động; 13 trung tâm thương mại; 39 trường học; 06 bệnh viện (04 bệnh viện cấp thành phố); khu đô thị Vinhomes Imperia có diện tích 78,5 ha tại phường Thượng Lý; có 1 bến xe chính của thành phố (Thượng Lý); 1 bến tàu thủy nội địa (Bến Bính).
Với những điều kiện thuận lợi đó, trong nhiều năm qua, quận Hồng Bàng có bước phát triển khá nhanh trên các lĩnh vực công nghiệp, tiểu thủ công nghiệp, thương mại, dịch vụ. Tốc độ xây dựng và phát triển đô thị nhanh với hệ thống hạ tầng đô thị được xây dựng cơ bản đồng bộ, hiện đại, nhiều dự án, công trình hạ tầng được đầu tư xây dựng với quy mô lớn góp phần quan trọng thúc đẩy kinh tế - xã hội phát triển và nâng cao chất lượng sống của người dân; vệ sinh môi trường và cảnh quan đô thị từng bước được cải thiện.

## Dân số
Quận Hồng Bàng có diện tích 14,5 km², dân số ngày 1/4/2019 là 96.111 người.
Quận Hồng Bàng có diện tích 14,42 km², dân số quy đổi tính đến ngày 31/12/2022 là 121.469 người, mật độ dân số đạt 8.423 người/km².
Quận Hồng Bàng có diện tích 14,42 km², dân số quy đổi tính đến ngày 31/12/2023 là 120.015 người, trong đó: dân số thường trú là 119.055 người; dân số tạm trú quy đổi là 960 người, mật độ dân số đạt 8.322 người/km².

## Giao thông

### Đường phố
- An Chân
- An Lạc
- An Trực
- Bạch Đằng
- Bãi Sậy
- Bến Bính
- Cam Lộ
- Cao Sơn
- Cao Thắng
- Chương Dương
- Cống Mỹ
- Cử Bình
- Cù Chính Lan
- Đào Đô
- Dầu Lửa
- Điện Biên Phủ
- Đình Hạ
- Đinh Tiên Hoàng
- Do Nha
- Đốc Tít
- Đội Văn
- Đống Hương
- Hạ Lý
- Hà Nội
- Hàm Nghi
- Hồ Xuân Hương
- Hoàng Diệu
- Hoàng Văn Thụ
- Hồng Bàng
- Hùng Duệ Vương
- Hùng Vương
- Ký Con
- Kỳ Đồng
- Lãn Ông
- Lê Đại Hành
- Lệnh Bá Chính Trọng
- Lý Thường Kiệt
- Lý Tự Trọng
- Minh Khai
- Nguyễn Hồng Quân
- Nguyễn Thái Học
- Nguyễn Tri Phương
- Nguyễn Trung Thành
- Nguyễn Văn Túy
- Núi Voi
- Phạm Hồng Thái
- Phạm Phú Thứ
- Phan Bội Châu
- Phan Chu Trinh
- Phan Đăng Lưu
- Phan Đình Phùng
- Quang Đàm
- Quang Trung
- Quý Minh
- Tam Bạc
- Tán Thuật
- Tản Viên
- Thanh Niên
- Thất Khê
- Thế Lữ
- Tiến Đức
- Tôn Đức Thắng
- Tôn Thất Thuyết
- Tông Đản
- Trại Sơn
- Trần Hưng Đạo
- Trần Phú
- Trần Quang Khải
- Trạng Trình
- Trương Văn Lực
- Vạn Kiếp

## Kết nghĩa
- Quận Hoàn Kiếm, thành phố Hà Nội.
- Quận 1, Thành phố Hồ Chí Minh.